# Anomala hylobia
Anomala hylobia är en skalbaggsart som beskrevs av Ohaus 1897. Anomala hylobia ingår i släktet Anomala och familjen Rutelidae. Inga underarter finns listade i Catalogue of Life.